# اکامولی
اکامولی (به ایتالیایی: Accumoli) یک سکونتگاه مسکونی در ایتالیا است که در استان ریتی واقع شده‌است.

## خصوصیات
اکامولی ۸۷٫۲ کیلومترمربع مساحت و ۷۱۲ نفر جمعیت دارد و ۸۵۵ متر بالاتر از سطح دریا واقع شده‌است.